# Monroe (contea di Adams, Wisconsin)
Monroe è un centro abitato (town) degli Stati Uniti d'America situato nella contea di Adams nello Stato del Wisconsin. La popolazione era di 398 persone al censimento del 2010. La comunità incorporata di Monroe Center si trova nella città.

## Geografia fisica
Secondo lo United States Census Bureau, ha un'area totale di 38,5 miglia quadrate (99,6 km²).

## Società

### Evoluzione demografica
Secondo il censimento del 2000, c'erano 363 persone.

### Etnie e minoranze straniere
Secondo il censimento del 2000, la composizione etnica della città era formata dal 99,45% di bianchi, lo 0,28% di nativi americani, e lo 0,28% di asiatici. Ispanici o latinos di qualunque razza erano lo 0,55% della popolazione.